# Diego Fernández Colmenero

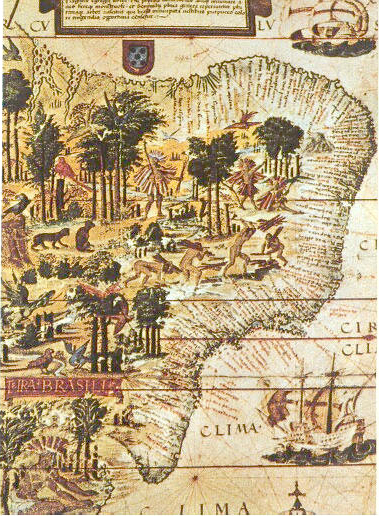
Costas descobertas no antigo mapa do Brasil

Diego Hernández Colmenero, participou das explorações do novo continente, dentre todas destaca-se a expedição descobridora do Brasil. Seu casamento com a filha de Martín Alonso Pinzón, Catalina Pinzón Álvarez, deu origem a uma linhagem de marinheiros que participaram de futuras explorações, descobertas e conquistas do novo mundo.

## Biografia
Depois de capitular em Sevilha, com o Bispo Fonseca, em nome dos Reis Católicos, em 19 de novembro de 1499, Vicente Yáñez Pinzón deixou Puerto de Palos no comando de quatro pequenas caravelas, por sua própria iniciativa e às suas próprias custas. Ele estava acompanhado por um grande número de parentes e amigos, incluindo Diego Hernández Colmenero, genro de seu irmão Martín Alonso Pinzón.
Anglería relata que, tendo passado pelas Canárias e pelas ilhas de Cabo Verde, os navios de Vicente Yáñez dirigiram-se para sudoeste até perderem de vista a Estrela Polar. Pela primeira vez, os marinheiros espanhóis cruzaram o equador e entraram no Hemisfério Sul. Contingência séria, porque logicamente eles não sabiam se guiar pelas estrelas do céu do sul.

Las Casas afirma que "pegando a estrada para as Canárias e daí para Cabo Verde, e saindo de Santiago, que é uma delas, em 13 de janeiro de 1500 anos, tomaram a rota Austro e depois Levante, e viajaram, segundo o que eles disseram, 700 léguas, eles perderam o Norte e cruzaram a linha equinocial. Passado isso, eles tiveram uma terrível tempestade que pensaram que iria perecer; eles viajaram por essa estrada para o Oriente ou Levante por mais 240 léguas". Herrera diz a mesma coisa, mas quando narra a passagem da linha equinocial, afirma que Vicente Yáñez foi "o primeiro súdito da Coroa de Castela e Leão que a atravessou". Finalmente, Anglería nos diz:
(...) em 26 de janeiro avistaram terra de longe, e observando a turbidez da água do mar, lançaram a sonda e encontraram uma profundidade de 16 côvados, comumente chamada de braças. Aproximaram-se e desembarcaram e, tendo permanecido ali dois dias, como não encontraram nenhum homem naquele tempo, mesmo tendo visto as pegadas dele na praia, gravaram os nomes dos Reis e os seus nas árvores e rochas próximas à praia. costa, com a notícia da sua chegada, e partiram.

Pedro Mártir de Anglería (Décadas do Novo Mundo, 1501)
Nada mais. A escassez de palavras do exuberante Pedro Mártir é surpreendente, sobretudo quando comparada com o parágrafo anterior e com o que Las Casas diz sobre o mesmo acontecimento quando afirma que "em 26 de janeiro viram terra muito longe; este era o cabo que está agora chamado Sant Agustín, e os portugueses a Terra do Brasil: Vicente Yáñez o colocou então pelo nome de Cabo de Consolação". O frade sevilhano inseriu em sua obra duas afirmações muito importantes: primeiro, que o cabo alcançado pela expedição de Diego Hernández Colmenero, batizado de Consolação, era o cabo conhecido como San Agustín. Segundo, que eles tomaram posse da terra. Frei Bartolomé acompanha a história do milanês, mas não hesita em completá-la com as informações e convicções que vem coletando ao longo dos anos. Para ele não havia a menor dúvida: o cabo de Santa María de la Consolação era o de San Agustín, a primeira terra descoberta no Brasil pela expedição, que a tomou. Diante da atitude hostil dos nativos, eles decidem içar as velas e continuar navegando até chegarem:
(...) outro rio, mas não suficientemente profundo para ser percorrido com as caravelas, para o qual desembarcaram para reconhecer quatro botes de serviço com homens armados. Eles viram em uma eminência perto da costa uma multidão de nativos, que, enviando um soldado de infantaria à frente, convidaram para tratar. Parece que tentaram agarrar e levar o nosso homem com eles, pois assim como ele lhes atirara um sino para os atrair, eles, de longe, fizeram o mesmo com uma vara de ouro de um côvado de comprimento; e quando o espanhol se abaixou para pegá-lo, eles o cercaram rapidamente com a intenção de capturá-lo; mas nosso infante, protegendo-se com o escudo e a espada com que estava armado, defendeu-se até que seus companheiros o ajudaram com os barcos.
O triste resultado desse primeiro confronto sangrento foi, segundo todos os cronistas, oito espanhóis mortos e mais de uma dúzia de feridos, sendo as baixas entre os indígenas muito mais numerosas. Os cronistas concordam com a narração, com a nuance de Oviedo, que diz tratar-se de uma "peça de ouro lavrada" que os índios usavam como isca.
Deste episódio alguns autores deduzem que os indígenas conheciam a ambição de ouro dos cristãos. Em primeiro lugar, a “vara de ouro” que, pouco a pouco, de cronista em cronista, se tornou uma “peça de ouro lavrada” não foi recuperada, pelo que nunca saberemos se era mesmo ouro ou não. No entanto, este fato, bem como uma cruz encontrada pela expedição de Diego de Lepe, e que segundo o professor Juan Manzano não os teria surpreendido tanto, nem Juan de la Cosa a teria delineado em seu famoso mapa, se eles tivessem acreditado que os homens de Yáñez o tinham colocado ali, são os frágeis argumentos com que este autor duvida que o verdadeiro descobridor do Brasil tenha sido a expedição de Pinzón, e atribui, sem mais delongas, dito mérito à expedição do português Duarte Pacheco em 1498, que ninguém sabe exatamente para onde ele foi, porque as circunstâncias políticas aconselhavam manter em segredo.
Uma hipótese com a qual, segundo o historiador Julio Izquierdo Labrado, não podemos concordar porque é muito aventureiro e gratuito, não só porque os argumentos, repetimos, são muito fracos, mas também porque o segredo e a descoberta não são conceitos que se dão bem. Descobrir não é só chegar, é tomar posse, registrar nomes, registrar que se chegou, fazer um cartório anotar o ocorrido, saber com maior ou menor precisão aonde se chegou, medir, mapear e, acima de tudo todos, informar reis, cosmógrafos, cronistas, marinheiros, para citar alguns ofícios, e o público em geral, de tal forma que as terras alcançadas sejam incorporadas ao conhecimento geral da cultura, da civilização que envia aquela expedição. Isso é descobrir. E isso não aconteceu depois da chegada de Duarte Pacheco, se ele chegou, no litoral brasileiro, Brasil. Título que, aliás, não foi poupado ou discutido, como veremos, por seus contemporâneos, nem espanhóis nem portugueses.

Também ninguém contestou o título de descobridor e primeira exploração do rio Amazonas, local onde ocorreu o confronto relatado, na foz do Pará, e de onde saíram entristecidos pelos mortos, até chegarem ao que acreditavam ser outro. rio que ficava a 40 léguas de distância. Na realidade, como já afirma Oviedo em sua crônica, era a outra margem, a outra boca do imenso Amazonas. Maravilhados, verificam que a água doce é introduzida 40 léguas no mar e renovam toda a água de seus navios. Determinados a investigar o segredo de um rio tão poderoso, eles se dirigem para ele e, segundo Anglería:
Eles descobriram que rios com correntes rápidas desciam com grande ímpeto de algumas grandes montanhas. Dizem que nesse pelago existem numerosas ilhas férteis devido à riqueza do seu solo e cheia de povoados. Dizem que os indígenas desta região são pacíficos e sociáveis, mas de pouca utilidade para o nosso povo, pois deles não obtiveram nenhum benefício desejável, como ouro ou pedras preciosas; em vista disso, 30 cativos foram levados de lá. Os nativos chamam esta região de Mariatambal; no entanto, o localizado a leste do rio chama-se Río Camamoro, e o ocidental Paricora. Os indígenas indicaram que no interior daquela costa havia uma quantidade considerável de ouro. Pedro Mártir de Anglería (Décadas do Novo Mundo, 1501)
Oviedo afirma categoricamente que Vicente Yáñez Pinzón foi "o primeiro cristão e espanhol a dar notícias deste grande rio", que ele já chama de Marañón, nome que Las Casas também usa, embora afirme que não sabe quem e por que batizaram é assim. Além disso, o dominicano acrescenta a surpresa que o fenómeno do furo produziu neles, «porque estando no rio com o grande ímpeto e força da água doce e do mar que lhe resistiu, fizeram um barulho terrível e levantaram os navios quatro estados de altura, onde não sofreram pouco perigo».
Entretidos nesta exploração do Amazonas, foram ultrapassados pela expedição de Diego de Lepe, que os acompanhava desde Palos. Assim, na Amazônia, as descobertas concluíram, a rigor, a expedição por terras brasileiras. Dali, conta-nos Anglería, seguiram a costa em direcção "oeste para Paria, num espaço de 300 léguas, até ao ponto de terra onde se perde o pólo ártico". Este ponto é especialmente interessante e voltaremos a ele mais adiante, quando tratarmos da polêmica em torno da situação do Cabo Santa María de la Consolação.
Anglería continua a relatar a viagem de Pinzón e Diego Hernández Colmenero, sua chegada ao Marañón (o Orinoco, embora Las Casas chame a Amazônia assim). Dali seguiram para o Golfo de Paria (atual Venezuela), onde carregaram exatamente três mil quilos de pau- brasil, um dos poucos produtos que reportaram lucros nessa viagem. Com vento noroeste navegam entre várias ilhas, muito férteis mas escassamente povoadas devido à crueldade dos canibais. Desembarcam em vários deles, descobrindo a ilha de Mayo, mas os nativos fogem. Encontram enormes árvores e, entre elas, um incrível animal marsupial.
Já tinham percorrido 600 léguas, e já tinham passado pela ilha de Hispaniola, quando no mês de julho sofreram uma terrível tempestade, que naufragou duas das quatro caravelas que transportavam nos baixios da Babueca, e levou outra, rasgando com violência de suas âncoras e fazendo-o perdê-lo de vista. Estavam desesperados quando, felizmente, quando a tempestade cessou, a caravela que pensavam estar perdida voltou, tripulada por 18 homens. «Com estes dois navios rumaram para Espanha. Abalados pelas ondas e tendo perdido alguns companheiros, eles voltaram para sua cidade natal de Palos, junto com suas esposas e filhos, em 30 de setembro».